# Tiamiou Adjibadé
Tiamiou Adjibadé (* 15. Juli 1937 in Porto-Novo, Kolonie Dahomey; † 12. September 2006) war ein Diplomat und Politiker der Republik Dahomey sowie der Volksrepublik Benin, der unter anderem zwischen 1982 und 1984 Außenminister Benins war.

## Leben
Tiamiou Adjibadé absolvierte ein Studium an der Fakultät für Rechtswissenschaften an der Universität Dakar und trat danach in den Dienst des Außenministeriums der Republik Dahomey. Er war zwischen 1961 und 1970 Direktor der Abteilung für Internationale Organisationen und Technische Unterstützung sowie im Anschluss von 1970 bis 1973 Generalsekretär des Außenministeriums. Danach war er zwischen 1973 und 1975 in Personalunion Ständiger Vertreter bei den Vereinten Nationen sowie Botschafter in den USA, ehe er von 1975 bis 1981 Botschafter in der Bundesrepublik Deutschland war.
Nach seiner Rückkehr löste er 1982 Simon Ifede Ogouma als Außenminister der Volksrepublik Benin ab und bekleidete dieses Ministeramt bis 1984, woraufhin Frédéric Affo seine Nachfolge antrat.